# Arquidiócesis de Panamá
La arquidiócesis de Panamá (en latín: Archidioecesis Panamensis) es una circunscripción eclesiástica de la Iglesia católica en Panamá. Se trata de una arquidiócesis latina, sede metropolitana de la provincia eclesiástica de Panamá. Desde el 18 de febrero de 2010 su arzobispo es José Domingo Ulloa Mendieta, de la Orden de San Agustín.

## Territorio y organización

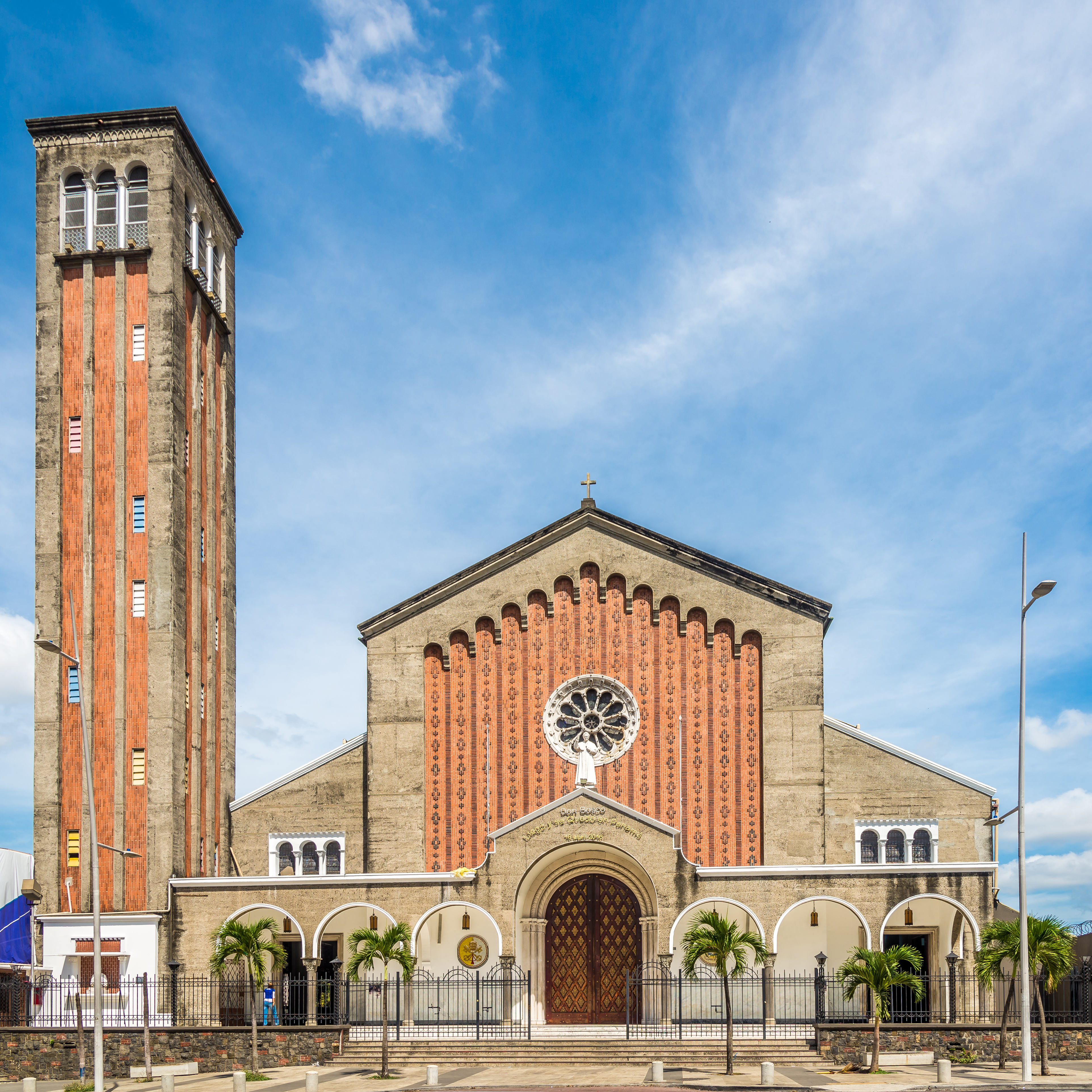
Basílica Menor Don Bosco, en Panamá

La arquidiócesis tiene 11 957 km² y extiende su jurisdicción sobre los fieles católicos de rito latino residentes en la provincia de Panamá.

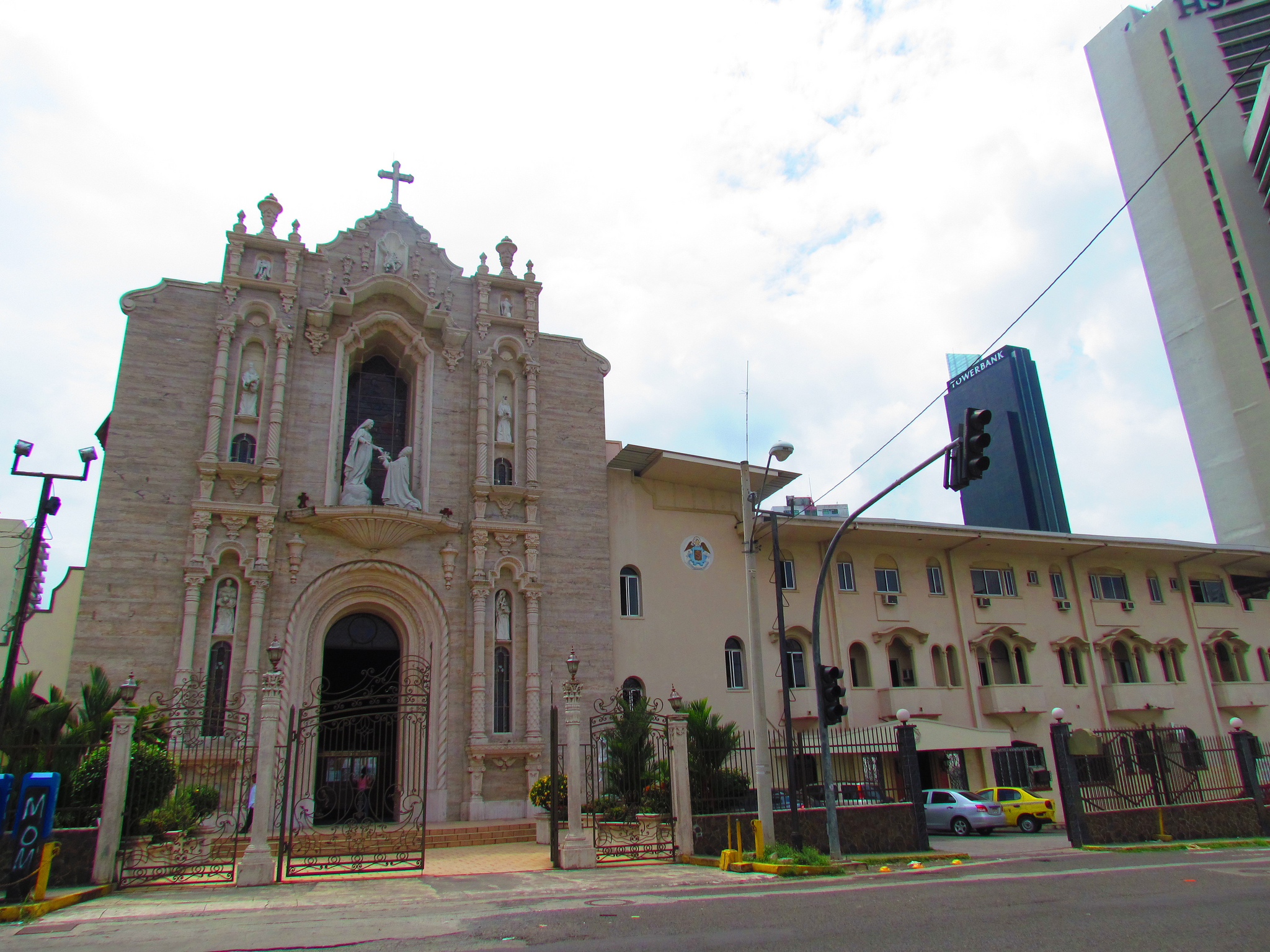
Santuario Nacional del Corazón de María, en Panamá

La sede de la arquidiócesis se encuentra en la Ciudad de Panamá, en donde se halla la Catedral basílica de Santa María la Antigua, la basílica de Don Bosco y el Santuario Nacional del Corazón de María.
La arquidiócesis tiene como sufragáneas a las diócesis de: Chitré, Colón-Kuna Yala, David, Penonomé, Santiago de Veraguas y la Prelatura territorial de Bocas del Toro.
En 2021 en la arquidiócesis existían 84 parroquias agrupadas en 11 vicarías y estas en 6 zonas pastorales:
- Zona 1: vicaría San Cristóbal (6 parroquias); vicaría de Cristo Redentor (14 parroquias);
- Zona 2: Vicaría Santa Cruz (9 parroquias); vicaría de Don Bosco (9 parroquias);
- Zona 3: vicaría Nuestra Señora del Carmen-Juan Díaz (9 parroquias);
- Zona 4: vicaría de la Asunción (8 parroquias); vicaría Santa Eduviges (9 parroquias); vicaría de Cristo Rey (6 parroquias); vicaría la Merced-Santa María (14 parroquias);
- Zona 5: vicaría de San Francisco de Paula (9 parroquias);
- Zona 6: vicaría de San José (4 parroquias).

## Historia

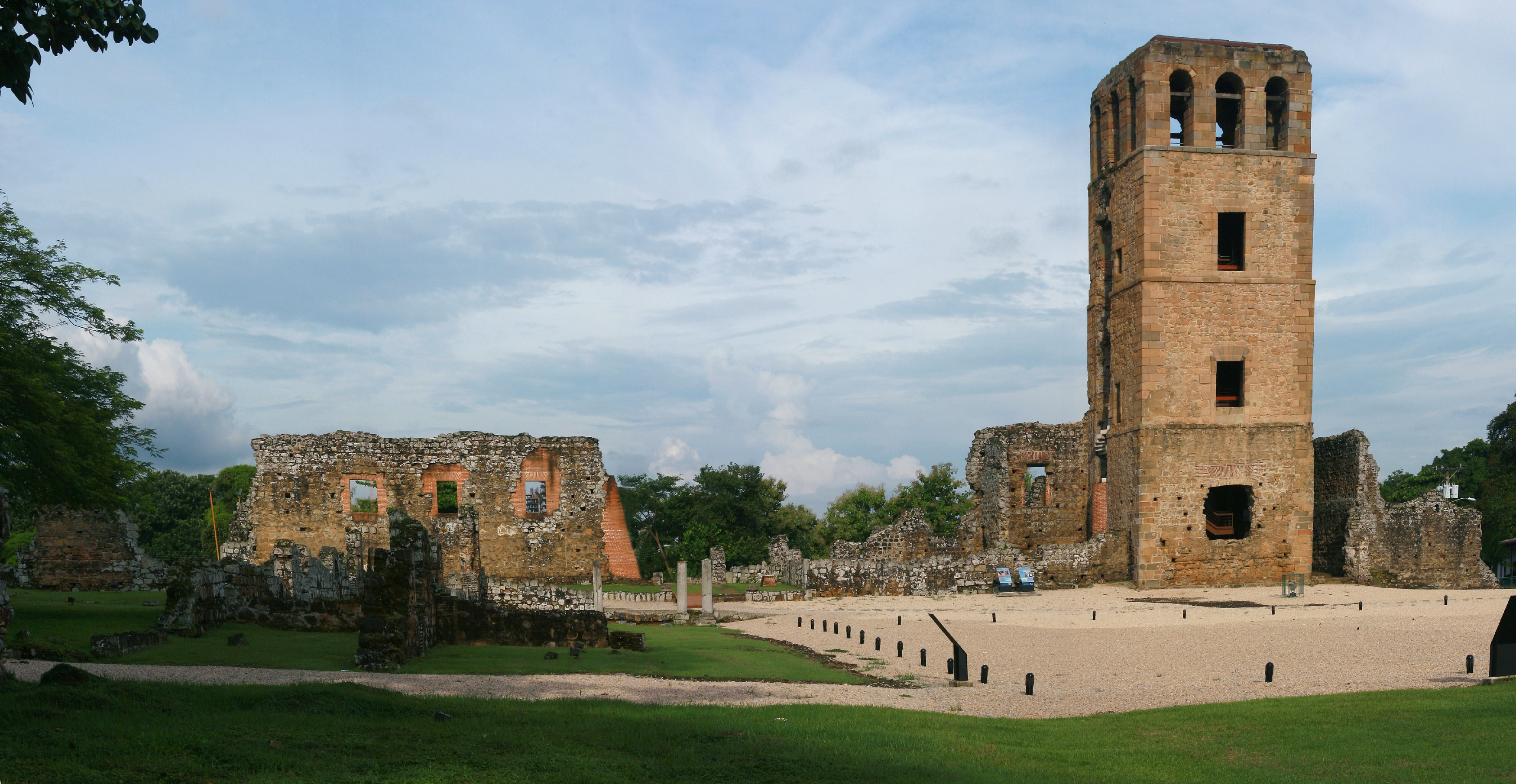
La torre y ruinas de la primitiva catedral de Santa María de La Antigua en Panamá Viejo

La diócesis de Santa María de La Antigua fue erigida por el papa León X el 28 de agosto de 1513 y el mismo día, con la bula Pastoralis officii debitum, fue nombrado primer obispo el franciscano Juan de Quevedo Villegas. Se trata de la primera diócesis en la tierra firme americana. Originalmente fue sufragánea de la archidiócesis de Sevilla.
Su primer obispo fue Juan de Quevedo Villegas que llegó a sede el 30 de junio de 1514. El 15 de agosto de 1519 se fundó la Ciudad de Panamá, la primera ciudad española del Pacífico. En diciembre de ese mismo año el obispo Quevedo, que había regresado a España, falleció cerca de Barcelona. Posteriormente en 1524 el segundo obispo fray Vicente Peraza trasladó la sede de esta diócesis a la recién fundada Ciudad de Panamá. El 7 de diciembre de 1520 tomó el nombre de diócesis de Panamá por el traslado de la sede episcopal a Panamá.
El 24 de abril de 1534 cedió una porción de su territorio para la erección de la diócesis de Cartagena (hoy arquidiócesis de Cartagena de Indias) mediante la bula Illius fulciti praesidio del papa Clemente VII.
El 3 de noviembre de 1534 cedió una porción de su territorio para la erección de la diócesis de León en Nicaragua mediante la bula Aequum reputamus del papa Clemente VII.
El 12 de febrero de 1546 pasó a formar parte de la provincia eclesiástica de la arquidiócesis de Lima.
El 22 de agosto de 1546 cedió otra porción de territorio para la erección de la diócesis de Popayán (hoy arquidiócesis de Popayán) mediante la bula Super specula militantis Ecclesiae del papa Paulo III.
Esta reorganización de la Iglesia católica en América, vino acompañada de acontecimientos políticos en los virreinatos y audiencias reales hasta 1546. La Real Audiencia de Panamá era centro de las actividades de Tierra Firme, América Central y del Sur. Pero al crearse también el Virreinato del Perú y Real Audiencia de Lima esta fue suprimida.
En las primeras décadas de su vida el título de la diócesis no estaba claro, como se desprende de los títulos de los documentos contemporáneos de los obispos: Juan de Quevedo se titula "obispo de Santa María", Vicente de Peraza "obispo de Darién", Tomás de Berlanga "obispo de Castilla de Oro" (Castellae aureae), y Pablo de Torres, además de los dos títulos anteriores, también es designado con los títulos de "episcopus Continentis" y "obispo de Tierra Firme". Recién con Juan de Vaca (1561-1565) aparece por primera vez el título de "obispo de Panamá".
En 1751 ocupó el obispado el primer obispo panameño, Francisco Javier de Luna Victoria y Castro.
La catedral original fue destruida en 1671, cuando toda la ciudad (hoy conocida como Panamá Viejo) fue incendiada por el pirata Henry Morgan. La catedral actual fue construida en el Casco Antiguo de Panamá y consagrada en 1796.
En 1717 al crearse el Virreinato de Nueva Granada, la provincia de Tierra Firme formó parte de este.
El 22 de abril de 1836, en virtud de la bula Romanorum Pontificum del papa Gregorio XVI, la diócesis pasó a ser sufragánea de la arquidiócesis de Bogotá y así permaneció hasta 1900, cuando pasó a formar parte de la provincia eclesiástica de Cartagena.
El 29 de noviembre de 1925 cedió una porción de su territorio para la erección del vicariato apostólico de Darién y al mismo tiempo fue elevada al rango de arquidiócesis inmediatamente sujeta a la Santa Sede.
El 6 de marzo de 1955 cedió una porción de su territorio para la erección de la diócesis de David mediante la bula Amantissimus Deus del papa Pío XII y al mismo tiempo fue elevada al rango de sede metropolitana con la bula Etsi cotidie.
El 21 de julio de 1962 cedió una porción de su territorio para la erección de la diócesis de Chitré mediante la bula Danielis prophetia del papa Juan XXIII.
El 13 de julio de 1963 cedió una porción de su territorio para la erección de la diócesis de Santiago de Veraguas mediante la bula Panamensis Ecclesiae del papa Pablo VI.
El 18 de diciembre de 1993 cedió otra porción de su territorio para la erección de la diócesis de Penonomé mediante la bula Quo aptius del papa Juan Pablo II.
En enero de 2019 fue sede de la XXXIV Jornada Mundial de la Juventud.

## Estadísticas
Según el Anuario Pontificio 2022 la arquidiócesis tenía a fines de 2021 un total de 1 828 475 fieles bautizados.
| Año                                                                             | Población | Población | Población      | Sacerdotes | Sacerdotes | Sacerdotes | Católicos por sacerdote | Diáconos permanentes | Religiosos | Religiosos | Parroquias y cuasiparroquias |
| Año                                                                             | Católicos | Total     | % de católicos | Total      | Diocesanos | Regulares  | Católicos por sacerdote | Diáconos permanentes | Masculinos | Femeninos  | Parroquias y cuasiparroquias |
| ------------------------------------------------------------------------------- | --------- | --------- | -------------- | ---------- | ---------- | ---------- | ----------------------- | -------------------- | ---------- | ---------- | ---------------------------- |
| 1949                                                                            | 530 000   | 550 000   | 96.4           | 97         | 36         | 61         | 5463                    |                      | 95         | 215        | 50                           |
| 1966                                                                            | 541 135   | 584 600   | 92.6           | 128        | 35         | 93         | 4227                    |                      |            | 21         | 44                           |
| 1970                                                                            | 659 000   | 689 200   | 95.6           | 145        | 50         | 95         | 4544                    |                      | 109        | 146        | 46                           |
| 1976                                                                            | 798 606   | 887 340   | 90.0           | 152        | 47         | 105        | 5253                    |                      | 138        | 303        | 56                           |
| 1980                                                                            | 898 299   | 998 110   | 90.0           | 157        | 41         | 116        | 5721                    | 7                    | 170        | 290        | 61                           |
| 1990                                                                            | 1 132 840 | 1 258 713 | 90.0           | 185        | 72         | 113        | 6123                    | 19                   | 198        | 313        | 89                           |
| 1999                                                                            | 985 000   | 1 094 000 | 90.0           | 148        | 62         | 86         | 6655                    | 52                   | 115        | 331        | 85                           |
| 2000                                                                            | 1 299 000 | 1 444 000 | 90.0           | 213        | 86         | 127        | 6098                    | 51                   | 182        | 331        | 87                           |
| 2001                                                                            | 1 299 000 | 1 444 000 | 90.0           | 218        | 91         | 127        | 5958                    | 51                   | 156        | 331        | 87                           |
| 2002                                                                            | 633 705   | 704 117   | 90.0           | 203        | 91         | 112        | 3121                    | 52                   | 142        | 218        | 86                           |
| 2003                                                                            | 633 705   | 704 117   | 90.0           | 199        | 87         | 112        | 3184                    | 52                   | 156        | 218        | 86                           |
| 2004                                                                            | 633 705   | 704 117   | 90.0           | 197        | 80         | 117        | 3216                    | 48                   | 161        | 218        | 88                           |
| 2013                                                                            | 1 648 000 | 1 740 000 | 94.7           | 149        | 84         | 65         | 11 060                  | 55                   | 122        | 255        | 96                           |
| 2016                                                                            | 1 728 968 | 2 033 000 | 85.0           | 205        | 84         | 121        | 8433                    | 68                   | 236        | 256        | 96                           |
| 2019                                                                            | 1 777 600 | 2 090 700 | 85.0           | 176        | 88         | 88         | 10 100                  | 86                   | 195        | 256        | 84                           |
| 2021                                                                            | 1 828 475 | 2 151 000 | 85.0           | 176        | 88         | 88         | 10 389                  | 86                   | 165        | 256        | 84                           |
| Fuente: Catholic-Hierarchy, que a su vez toma los datos del Anuario Pontificio. |           |           |                |            |            |            |                         |                      |            |            |                              |

## Episcopologio

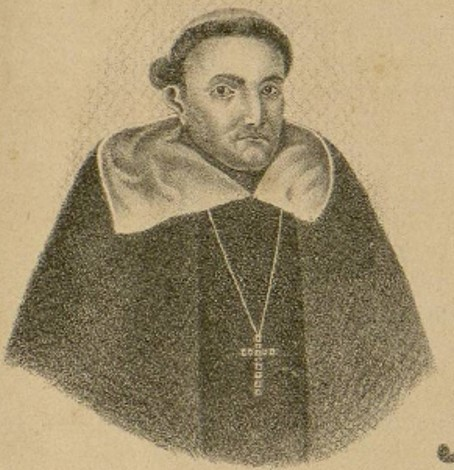
Fray Bartolomé de Ledesma, obispo de 1580 a 1583

- Juan de Quevedo Villegas, O.F.M.Obs. † (9 de septiembre de 1513-24 de diciembre de 1519 falleció)
- Vicente de Peraza, O.P. † (5 de diciembre de 1520-septiembre/octubre de 1524[13] o inicios de 1526[14] falleció)
  - Martín de Béjar, O.F.M.  † (1527 o 1529?) (obispo electo?)[nota 3]
- Tomás de Berlanga, O.P. † (11 de febrero de 1534-1537 renunció)
  - Sede vacante (1537-1546)
- Pablo de Torres, O.P. † (27 de enero de 1546-1560 falleció)
- Juan de Vaca (Baca), O.S.B. † (27 de junio de 1561-1565 falleció)
- Francisco de Abrego † (15 de febrero de 1566-26 de julio de 1574 falleció)
- Manuel de Mercado Aldrete, O.S.H. † (28 de marzo de 1576-4 de abril de 1580 falleció)
- Bartolomé de Ledesma, O.P. † (20 de octubre de 1580-3 de junio de 1583 nombrado obispo de Antequera)
  - Sede vacante (1583-1587)
- Bartolomé Martínez Menacho y Mesa (Mechado) † (27 de abril de 1587-30 de abril de 1593 nombrado arzobispo de Santafé en Nueva Granada)
- Pedro Duque de Rivera, S.I. † (27 de julio de 1594-diciembre de 1594 falleció)
  - Sede vacante (1594-1598)
- Antonio Calderón de León † (25 de mayo de 1598-4 de julio de 1605 nombrado obispo de Santa Cruz de la Sierra)
- Agustín de Carvajal, O.S.A. † (18 de julio de 1605-7 de mayo de 1612 nombrado obispo de Huamanga)
- Francisco de la Cámara y Raya, O.P. † (15 de abril de 1613-18 de agosto de 1624 falleció)
- Cristóbal Martínez de Salas, O.Praem. † (27 de octubre de 1625-22 de octubre de 1640 falleció)
- Hernando de Ramírez y Sánchez, O.SS.T. † (16 de septiembre de 1641-11 de abril de 1652 falleció)
  - Sede vacante (1652-1655)
- Bernardo de Izaguirre Reyes † (21 de abril de 1655-31 de julio de 1662 nombrado obispo de Cuzco)
  - Diego López de Vergara y Aguilar † (8 de agosto de 1662-?) (obispo electo)
- Sancho Pardo de Andrade de Figueroa y Cárdenas † (24 de marzo de 1664-enero de 1671 falleció)
- Antonio de León y Becerra † (21 de marzo de 1672-19 de octubre de 1676 nombrado obispo de Trujillo)
- Lucas Fernández de Piedrahíta † (16 de noviembre de 1676-29 de marzo de 1688 falleció)
- Diego Ladrón de Guevara † (6 de junio de 1689-11 de abril de 1699 nombrado obispo de Huamanga)
- Juan de Argüelles, O.S.A. † (18 de mayo de 1699-21 de marzo de 1711 nombrado obispo de Arequipa)
  - Sede vacante (1711-1714)
- Juan José Llamas Rivas, O.Carm. † (13 de enero de 1714-1 de abril de 1719 falleció)
- Bernardo Serrada, O.Carm. † (3 de marzo de 1721-19 de diciembre de 1725 nombrado obispo de Cuzco)
- Agustín Rodríguez Delgado † (19 de diciembre de 1725-17 de diciembre de 1731 nombrado obispo de La Paz)
- Pedro Morcillo Rubio de Auñón † (17 de diciembre de 1731-18 de abril de 1742 nombrado obispo de Cuzco)
  - Diego de Salinas y Cabrera, O.S.A. † (1742-1742 renunció) (obispo electo)
- Juan de Castañeda † (9 de julio de 1742-20 de enero de 1749 nombrado obispo de Cuzco)
- Felipe Manríquez de Lara † (21 de julio de 1749-23 de febrero de 1750 nombrado obispo de Huamanga)
  - Juan Bautista Taborga (Tabarga) y Durana † (23 de febrero de 1750-julio de 1750 falleció) (obispo electo)
- Valentín Moran Menéndez, O. de M. † (23 de septiembre de 1750-15 de marzo de 1751 nombrado obispo de las Islas Canarias)
- Francisco Javier de Luna Victoria y Castro † (17 de mayo de 1751-13 de marzo de 1758 nombrado obispo de Trujillo)
- Juan Manuel Jeronimo de Romaní y Carrillo † (13 de marzo de 1758-26 de septiembre de 1763 nombrado obispo de Cuzco)
- Miguel Moreno y Ollo † (19 de diciembre de 1763-12 de marzo de 1770 nombrado obispo de Huamanga)
- Francisco de los Ríos y Armengol, O.P. † (28 de mayo de 1770-17 de noviembre de 1776 falleció)
- José Antonio Umeres de Miranda (Humeres) † (15 de diciembre de 1777-11 de septiembre de 1791 falleció)
- Remigio de La Santa y Ortega † (18 de junio de 1792-24 de julio de 1797 nombrado obispo de La Paz)
- Manuel Joaquín González de Acuña y Sáenz † (24 de julio de 1797-20 de julio de 1813 falleció)
  - Simón López García, C.O. † (1814-18 de diciembre de 1815 nombrado obispo de Orihuela) (obispo electo)
- José Higinio Durán y Martel, O. de M. † (18 de diciembre de 1815-22 de octubre de 1823 falleció)
  - Sede vacante (1823-1835)
- Juan José Cabarcas González y Argüello † (24 de julio de 1835-16 de abril de 1847 falleció)
- Juan Francisco del Rosario Manfredo y Ballestas † (21 de abril de 1847 por sucesión-21 de abril de 1850 falleció)
  - Sede vacante (1850-1855)
- Eduardo Vásquez, O.P. † (17 de agosto de 1855[nota 4]-3 de enero de 1870 falleció)
- Ignacio Antonio Parra † (21 de marzo de 1870-antes del 19 de agosto de 1875 renunció[nota 5])
- José Telésforo Paúl Vargas, S.I. † (17 de septiembre de 1875-6 de agosto de 1884 nombrado arzobispo de Santafé en Nueva Granada)
- José Alejandro Peralta † (4 de junio de 1886-8 de julio de 1899 falleció)
- Francisco Javier Junguito, S.I. † (15 de abril de 1901-21 de octubre de 1911 falleció)
- Guillermo Rojas y Arrieta, C.M. † (21 de marzo de 1912-4 de febrero de 1933 falleció)
- Juan José Maíztegui y Besoitaiturria, C.M.F. † (24 de febrero de 1933-28 de septiembre de 1943 falleció)
- Francisco Beckmann, C.M.F. † (13 de enero de 1945-30 de octubre de 1963 falleció)
- Tomás Alberto Clavel Méndez † (3 de marzo de 1964-18 de diciembre de 1968 renunció[nota 6])
- Marcos Gregorio McGrath, C.S.C. † (5 de febrero de 1969-18 de abril de 1994 retirado)
- José Dimas Cedeño Delgado (18 de abril de 1994-18 de febrero de 2010 retirado)
- José Domingo Ulloa Mendieta, O.S.A., desde el 18 de febrero de 2010